# Congregazione dello Spirito Santo

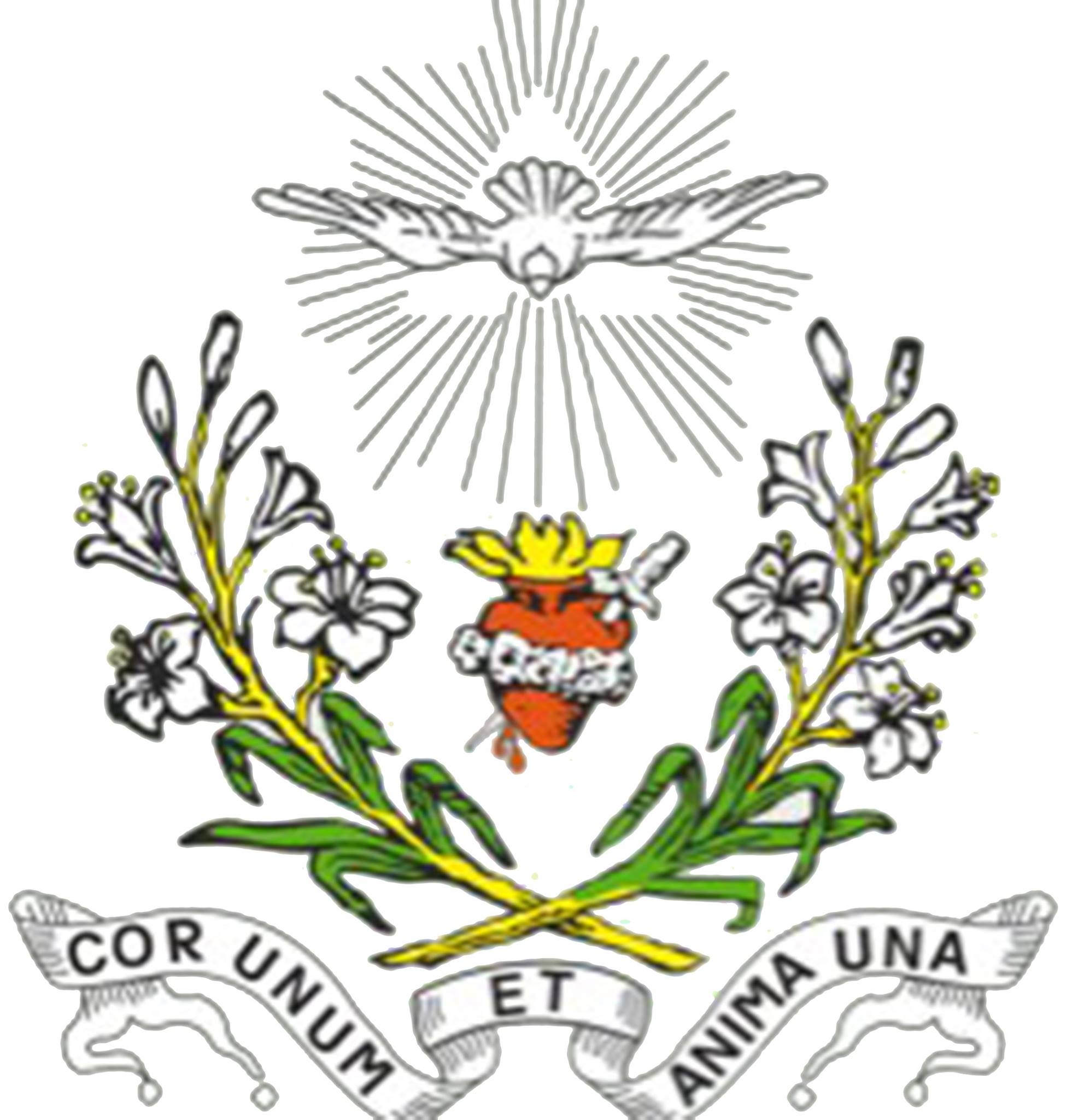
Lo stemma della congregazione: reca l'immagine dello Spirito Santo (sotto forma di una colomba) che plana sul Cuore di Maria; l'emblema è sostenuto da due rami di giglio

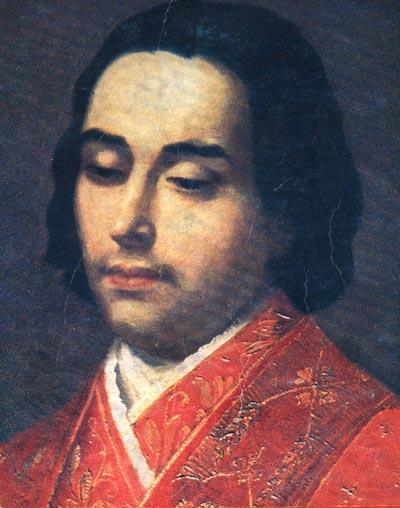
Claude Poullart des Places, fondatore della congregazione

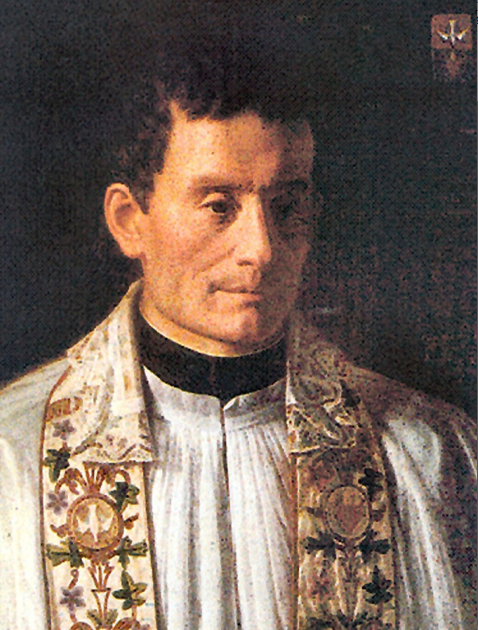
François Libermann

La Congregazione dello Spirito Santo (in latino: Congregatio Sancti Spiritus sub tutela Immaculati Cordis Beatissimae Virginis Mariae) è un istituto religioso maschile di diritto pontificio: i membri di questa congregazione clericale, detti popolarmente "spiritani", pospongono al loro nome la sigla C.S.Sp.

## Storia
La congregazione venne fondata da Claude-François Poullart des Places (1679-1709), giovane tonsurato della diocesi di Rennes: il 27 maggio 1703, festa della Pentecoste, insieme ad altri dodici seminaristi, si impegnò a dedicarsi interamente alla formazione ecclesiastica superiore dei candidati al sacerdozio poveri e aprì a Parigi un seminario intitolato allo Spirito Santo. Sebbene il fondatore morisse solo pochi anni dopo, la congregazione ebbe grande diffusione. Nel 1734 venne approvata dall'arcivescovo di Parigi.
Sull'esempio dei sacerdoti della Compagnia di Maria di Louis-Marie Grignion de Montfort, gli spiritani iniziarono a dedicarsi alla predicazione delle missioni popolari nelle regioni più abbandonate e povere di clero della Francia.
Nel 1732, mentre la Società per le missioni estere di Parigi attraversava un periodo di crisi delle vocazioni, gli spiritani iniziarono a dedicarsi all'opera di evangelizzazione: in breve tempo fondarono missioni in Cina, Tonchino, Siam, Cocincina, Canada, Acadia e Guyana francese. Il lavoro svolto dai sacerdoti indusse la Santa Sede a impiegare stabilmente la congregazione nella propagazione del cattolicesimo e nel 1766 agli spiritani venne affidata la prefettura apostolica di Saint-Pierre e Miquelon (successivamente anche quelle della Guyana francese e di Saint-Louis in Senegal).
Per il rifiuto di molti religiosi della congregazione di prestare giuramento secondo la Costituzione civile del clero, nel 1792 la compagnia venne soppressa e i suoi beni confiscati; nel 1804 papa Pio VII, trovandosi a Parigi per l'incoronazione di Napoleone, ottenne da Bonaparte la restaurazione degli spiritani, nuovamente soppressi nel 1809 dopo la scomunica lanciata dal pontefice a Napoleone. La Congregazione dello Spirito Santo, grazie alla guida del superiore generale Jacques Bertout, riuscì comunque a sopravvivere clandestinamente fino al 1816, quando Luigi XVIII ristabilì definitivamente l'istituto, che il 7 febbraio 1824 passò all'immediata dipendenza della Santa Sede.
Nell'ottobre del 1841 François Libermann (1802-1852), un ebreo convertito al cattolicesimo e divenuto sacerdote, assieme ad alcuni compagni appena usciti dal seminario di San Sulpizio, fondò a La Neuville una nuova congregazione missionaria, detta del Sacro Cuore di Maria, destinata specialmente all'evangelizzazione delle persone di colore: i missionari raggiunsero presto Haiti, le isole Maurizio e Bourbon, dove operavano anche gli spiritani.
In Gabon sorsero dissensi tra i religiosi delle due congregazioni e ciò spinse la Santa Sede, nel 1848, a fonderle insieme. Libermann, che già aveva pensato di rafforzare con la propria la vecchia congregazione in difficoltà a causa del lungo periodo di sconvolgimenti politici, venne eletto nuovo superiore generale della Congregazione dello Spirito Santo, che aggiunse al suo titolo anche un riferimento al Sacro Cuore di Maria (approvato dalla congregazione di Propaganda Fide il 3 novembre 1848).
Gli spiritani ebbero nuovo slancio e si diffusero in Europa, nelle Americhe, in Africa, in Australia e in molte isole dell'oceano Indiano, ma presto l'istituto dovette affrontare nuove difficoltà: nel 1873, con il Kulturkampf, i religiosi vennero espulsi dalla Germania e nel 1903, sotto il governo anticlericale di Émile Combes, le istituzioni controllate dagli spiritani vennero chiuse. I problemi in Francia e Germania, comunque, ebbero come risultato un'ulteriore espansione della congregazione, che aprì nuove case negli Stati Uniti d'America (soprattutto a opera dei religiosi tedeschi) e nel Regno Unito, Belgio, Svizzera, Canada e Paesi Bassi.
Nel 1908 la Congregazione dello Spirito Santo passò dalle dipendenze della congregazione di Propaganda Fide alla Congregazione per i Religiosi. La loro "regola di Vita" venne approvata dalla Santa Sede il 7 giugno 1987.

## Attività e diffusione
Gli spiritani, sorti per la formazione degli aspiranti sacerdoti poveri, attualmente si dedicano essenzialmente alle missioni tra i non cristiani.
Sono presenti in Europa (Belgio, Croazia, Francia, Germania, Irlanda, Italia, Paesi Bassi, Polonia, Portogallo, Regno Unito, Spagna, Svizzera), nelle Americhe (Brasile, Canada, Guadalupa, Guyana francese, Haiti, Martinica, Messico, Paraguay, Porto Rico, Stati Uniti d'America, Trinidad e Tobago), in Africa (Algeria, Angola, Camerun, Capo Verde, Repubblica Centrafricana, Repubblica del Congo, Repubblica Democratica del Congo, Etiopia, Gabon, Gambia, Ghana, Guinea, Kenya, Madagascar, Malawi, Mauritania, Mauritius, Nigeria, Riunione, Senegal, Sierra Leone, Sudafrica, Tanzania, Zambia, Zimbabwe), in Asia (Filippine, Pakistan, Taiwan) e Oceania (Australia, Papua Nuova Guinea); la sede generalizia è a Roma.
Al 31 dicembre 2005 la congregazione contava 717 case e 3.032 religiosi professi, 2.235 dei quali sacerdoti.